# Museo de Animación de Azerbaiyán
Museo de Animación de Azerbaiyán en nombre de Nazim Mammadov es un museo virtual en Azerbaiyán.
Museo de Animación de Azerbaiyán fue establecido en el año 2015 por iniciativa del Consejo de Arte de Azerbaiyán y con el apoyo de la Fundación de Juventud bajo el Presidente de la República de Azerbaiyán y el Ministerio de Cultura y Turismo de Azerbaiyán.
El museo lleva el nombre de Nazim Mammadov, el fundador de la animación de Azerbaiyán.